# Rim'K
Rim'K, artiestennaam van Abdelkarim Brahmi-Benalla (Vitry-sur-Seine, 21 juni 1978), is een Frans-Algerijns rapper. Hij is bekend als lid van de rapgroepen 113 en Mafia K'1 Fry. Rim'K heeft als rapper een grote en loyale aanhang en groeide uit tot vertegenwoordiger van de Maghrebijnen in de Franse banlieues. Hij werkt onder meer samen met Khaled, Mobb Deep, Sefyu en Rohff.

## Levensloop
Rim'K werd in de Parijse voorstad Vitry-sur-Seine geboren als zoon van Algerijnse immigranten, die hun oorsprong kenden in Béjaïa, (Kabylië).
In 1994 richtte hij samen met Mokobé en AP de rapgroep 113 op. De naam van de groep verwijst naar het nummer van de woonblok, in de wijk Camille Groult, Vitry-sur-Seine, waar ze opgroeiden. 113 maakt deel uit van het rapperscollectief Mafia K'1 Fry. Mede door het succes van 113 konden ook andere artiesten van Mafia K'1 Fry doorbreken, zoals Kery James en Rohff. In 2004 bracht Rim'K zijn eerste soloalbum uit, L'Enfant du pays, samen met rai-koning Cheb Khaled. Op dat album staat onder andere de single "Rachid system" met Cheba Zahouania. Rim'K maakte samen met Reda Taliani de muziek voor de film Il était une fois dans l'Oued van regisseur Djamel Bensalah.

## Discografie

### Albums
| Album met eventuele hitnotering(en) in de Nederlandse Album Top 100 | Datum van verschijnen | Datum van binnenkomst | Hoogste positie | Aantal weken | Opmerkingen |
| ------------------------------------------------------------------- | --------------------- | --------------------- | --------------- | ------------ | ----------- |
| 113                                                                 |                       | -                     |                 |              |             |
| Ni Barreaux, Ni Barrières, Ni Frontières                            | 1998                  | -                     | -               | -            | -           |
| Les Princes De La Ville                                             | 1999                  | -                     | -               | -            | -           |
| 113 Fout La Merde                                                   | 2002                  | -                     | -               | -            | -           |
| 113 Dans L'urgence                                                  | 2003                  | -                     | -               | -            | -           |
| 113 Degrés                                                          | 2005                  | -                     | -               | -            | -           |
| Célébration                                                         | 2009                  | -                     | -               | -            | -           |
| Mafia K'1 Fry                                                       |                       | -                     |                 |              |             |
| Liens sacrés                                                        | 1997                  | -                     | -               | -            | -           |
| Légendaire                                                          | 1999                  | -                     | -               | -            | -           |
| La Cerise Sur Le Ghetto                                             | 2003                  | -                     | -               | -            | -           |
| Jusqu'à la mort                                                     | 2007                  | -                     | -               | -            | -           |
| Soloalbums                                                          |                       | -                     |                 |              |             |
| L'Enfant du pays                                                    | 2004                  | -                     | -               | -            | -           |
| Famille Nombreuse                                                   | 2007                  | -                     | -               | -            | -           |
| Clandestino                                                         | 2008                  | -                     | -               | -            | -           |

- Bibliothèque nationale de France: cb16658149m (data)
- Gemeinsame Normdatei: 143193597
- International Standard Name Identifier: 0000 0003 7195 6539
- Library of Congress Control Number: no2006074027
- MusicBrainz: b4a9c13f-e8c6-44cb-a693-1c23e8692cd5
- Réseau des bibliothèques de Suisse occidentale: 02-A017594354
- Système universitaire de documentation: 081715226
- Virtual International Authority File: 314785473